# Gongora dressleri
Gongora dressleri är en orkidéart som beskrevs av Rudolph Jenny. Gongora dressleri ingår i släktet Gongora och familjen orkidéer.
Artens utbredningsområde är Panamá. Inga underarter finns listade i Catalogue of Life.